# Lobbæk
Lobbæk er en by med 316 indbyggere  (2024) på det sydlige Bornholm, beliggende 6 km vest for Aakirkeby og 10 km øst for Rønne. Byen ligger i Bornholms Regionskommune, der hører til Region Hovedstaden.
Den midterste og østligste del af Lobbæk hører til Nylarsker Sogn; den nordligste og sydligste del hører til Vestermarie Sogn. Nylars Kirke ligger 2 km mod vest lige nordøst for Nylars og Vestermarie Kirke ligger 5 km mod nord i Vestermarie.

## Historie
I den sydvestlige udkant af det nuværende Lobbæk lå der allerede i 1860'erne en smedje og en mølle (Myremøllen). Nord for dem lå engdraget Lobberne, hvis navn er afledt af lubba, der betyder "langt uredt hår" og som stednavn hentyder til engdragets bevoksning samt tuer og knolde. Lobbæk har navn efter den bæk, der løb gennem Lobberne.

### Kanalen
Da Lobbæk Andelsmejeri blev opført, var bækken for lille til at aflede mejeriets spildevand, så der blev med skovle og håndkraft gravet en kanal, der ledte vandet til Præstebækken (nu Præsteå), som også måtte uddybes helt til Gadegårdsskoven vest for Nylars. Kanalen, der altså også afvandede Lobberne, blev kaldt Mejeribækken eller Mejeriå.

### Stationsbyen
Lobbæk fik station på Rønne-Nexø jernbanen (1900-68). Stationen blev anlagt på bar mark, men på det lave målebordsblad ses en lille bebyggelse med telefoncentral og en snes huse omkring stationen og mejeriet. Stationen havde læssespor med sporskifte i begge ender, kreaturfold og stikspor fra læssesporet til et privat pakhus.
Stationsbygningen er bevaret på Jernbanegade 2 og fungerer som medborgerhus. Vest for stationsområdet går en asfalteret sti, som følger banens tracé til Robbedale, kun afbrudt af et sving uden om Rønne Golfklub. Øst for Lobbæk Hovedgade følger stien tracéet halvvejs til Smørenge, som var næste trinbræt på banen.
Mejeriet blev nedlagt i 1969, Brugsen i 1988 og den sidste købmand i 1990. Lobbæk havde et nedslidt halmvarmeværk, der i 2011 blev afløst af fjernvarme fra Aakirkeby.